# 郭德成 (1961年)
郭德成（1961年5月—），安徽舒城人，1983年7月参加工作，1985年5月加入中国共产党，中华人民共和国地方政治人物。
1983年7月，毕业于阜阳师范学院中文系汉语言文学专业。历任颍上一中教师，颍上县委办公室机要员，阜阳地委办公室秘书科科员、副科秘书、副科长、正科秘书、科长，阜阳地委办公室副县级秘书。1993年5月，调任安徽省委办公厅综合处秘书（副处级）。1995年3月，任安徽省委办公厅综合处副处长。1995年11月，任安徽省委办公厅综合调研室副主任。1998年8月，任安徽省委办公厅综合调研室主任。2001年9月，任安徽省委办公厅督查室第一副主任（正处级）。2003年6月，任安徽省委党史研究室副主任。2008年12月，任安徽省直工委副书记。2017年12月，担任安徽省地方志办公室党组书记、主任。